# Crimisus contractus
Crimisus contractus är en insektsart som beskrevs av Bolívar, I. 1887. Crimisus contractus ingår i släktet Crimisus och familjen torngräshoppor. Inga underarter finns listade i Catalogue of Life.